# Leonel Manzano
Leonel Manzano (ur. 12 września 1984 w Dolores Hidalgo) – amerykański lekkoatleta pochodzenia meksykańskiego, specjalizujący się w biegach średniodystansowych. Srebrny medalista z Londynu w biegu na 1500 metrów.
Urodzony w Meksyku, Manzano przeniósł się do Teksasu w wieku 4 lat. Dorastał w miasteczku Granite Shoals. Błyszczał w szkole średniej Marble Falls, gdzie zdobył dziewięć tytułów mistrza stanu w lekkoatletyce i biegach przełajowych. Później zdecydował się na studia na uczelni University of Texas, gdzie czterokrotnie zostawał mistrzem NCAA (na 1500 m na stadionie w 2005 i 2008, oraz w hali w biegu na milę w 2005 i 2007). Do niego należą rekordy uczelni w biegu na 1500 m (3:35,29) i na milę (3:58,78).
Trzy tygodnie po wygraniu ostatniego biegu podczas studiów, Manzano zakwalifikował się na Letnie Igrzyska Olimpijskie 2008, uzyskując drugie miejsce (3:40,90) podczas amerykańskich kwalifikacji do olimpijskiej kadry. Na olimpiadzie w swoim półfinale biegu na 1500 metrów zajął jedenaste miejsce.
Przełomowym sezonem w karierze Manzano był rok 2009, gdzie zakwalifikował się do finału biegu na 1500 m na Mistrzostwach Świata. Odnosił zwycięstwa na mityngach Reebok Grand Prix w Nowym Jorku i British Grand Prix, zaś drugie miejsca zajmował na Światowym Finale IAAF, Aviva London Grand Prix i Rieti Meeting. 
W 2010 roku brał udział w mityngach w ramach Diamentowej Ligi, uzyskując podczas nich rekordy życiowe w biegu na milę (3:50,64), na 800 m (1:44,56) i na 1500 m (3:32,37) w przeciągu trzech tygodni. Został wybrany do reprezentowania Ameryk podczas Puchar Interkontynentalny w Lekkoatletyce 2010, gdzie zdobył brązowy medal. W 2011 roku miał serię kontuzji, które uniemożliwiły mu osiąganie podobnych sukcesów co w poprzednich latach.
W 2012 roku powrócił do dobrej formy, wygrywając wyścigi na 1500 m podczas halowych mistrzostw Stanów Zjednoczonych oraz amerykańskich kwalifikacji do reprezentacji olimpijskiej w lekkoatletyce. 
W finale biegu na 1500 metrów, podczas Igrzysk Olimpijskich w Londynie, Manzano zdobył srebrny medal, przegrywając jedynie z Algierczykiem Taoufikiem Makhloufim. Został tym samym pierwszym Amerykaninem, który zdobył olimpijski medal w biegu na 1500 metrów od olimpiady w Meksyku w 1968 roku i srebra Jima Ryuna.